# Drino tenella
Drino tenella är en tvåvingeart som först beskrevs av Mario Bezzi 1911.  Drino tenella ingår i släktet Drino och familjen parasitflugor. Inga underarter finns listade i Catalogue of Life.